# Calendario internazionale femminile UCI 2014
Il calendario internazionale femminile UCI 2014 raggruppa le competizioni femminili di ciclismo su strada organizzate dall'Unione Ciclistica Internazionale.

## Gare

### Dicembre 2013
| Data | Prova                                      | Cat. | Vincitrice       | Squadra   |
| ---- | ------------------------------------------ | ---- | ---------------- | --------- |
| 1    | Campionati africani - Cronometro a squadre | CC   | Eritrea          | Eritrea   |
| 2    | Campionati africani - Cronometro           | CC   | Ashleigh Moolman | Sudafrica |
| 4    | Campionati africani - In linea             | CC   | Ashleigh Moolman | Sudafrica |

### Gennaio
| Data  | Prova                     | Cat. | Vincitrice    | Squadra          |
| ----- | ------------------------- | ---- | ------------- | ---------------- |
| 14-18 | Tour Femenino de San Luis | 2.2  | Alison Powers | UnitedHealthcare |

### Febbraio
| Data | Prova                                 | Cat. | Vincitrice         | Squadra            |
| ---- | ------------------------------------- | ---- | ------------------ | ------------------ |
| 4-7  | Ladies Tour of Qatar                  | 2.1  | Kirsten Wild       | Team Giant-Shimano |
| 21   | Campionati oceaniani - Cronometro     | CC   | Shara Gillow       | Australia          |
| 22   | Campionati oceaniani - In linea       | CC   | Jessica Allen      | Australia          |
| 26-2 | Vuelta Ciclista Femenina a Costa Rica | 2.2  | Ol'ga Zabelinskaja | RusVelo            |

### Marzo
| Data  | Prova                                      | Cat. | Vincitrice         | Squadra                            |
| ----- | ------------------------------------------ | ---- | ------------------ | ---------------------------------- |
| 1     | Omloop Het Nieuwsblad                      | 1.2  | Amy Pieters        | Team Giant-Shimano                 |
| 5     | Le Samyn des Dames                         | 1.2  | Emma Johansson     | Orica-AIS                          |
| 6     | Grand Prix GSB                             | 1.1  | Ol'ga Zabelinskaja | RusVelo                            |
| 7     | Grand Prix de Oriente                      | 1.1  | Mara Abbott        | UnitedHealthcare                   |
| 8     | Grand Prix El Salvador                     | 1.1  | Alena Amjaljusik   | Astana-BePink Womens Team          |
| 9     | Omloop van het Hageland - Tielt-Winge      | 1.2  | Lizzie Armitstead  | Boels-Dolmans Cycling Team         |
| 11-16 | Vuelta a El Salvador                       | 2.1  | Mara Abbott        | UnitedHealthcare                   |
| 13    | Drentse 8                                  | 1.2  | Chantal Blaak      | Paesi Bassi                        |
| 15    | Boels Rental Ronde van Drenthe             | CDM  | Lizzie Armitstead  | Boels-Dolmans Cycling Team         |
| 16    | Novilon Eurocup                            | 1.2  | Kirsten Wild       | Team Giant-Shimano                 |
| 22    | Classica Città di Padova                   | 1.2  | annullato          |                                    |
| 23    | Gran Premio Comune di Cornaredo            | 1.2  | Shelley Olds       | ALÉ-Cipollini                      |
| 23    | Cholet-Pays de Loire Dames                 | 1.2  | Emma Johansson     | Orica-AIS                          |
| 30    | Gand-Wevelgem                              | 1.2  | Lauren Hall        | Optum p/b Kelly Benefit Strategies |
| 30    | Trofeo Alfredo Binda - Comune di Cittiglio | CDM  | Emma Johansson     | Orica-AIS                          |

### Aprile
| Data | Prova                         | Cat. | Vincitrice             | Squadra                     |
| ---- | ----------------------------- | ---- | ---------------------- | --------------------------- |
| 6    | Giro delle Fiandre            | CDM  | Ellen van Dijk         | Boels-Dolmans Cycling Team  |
| 7    | Grand Prix de Dottignies      | 1.2  | Giorgia Bronzini       | WiggleHonda Pro Cycling     |
| 8-10 | Women's Tour of Thailand      | 2.2  | Meng Zhao Juan         | Hong Kong                   |
| 9-13 | Energiewacht Tour             | 2.2  | Lucinda Brand          | Rabo-Liv Women Cycling Team |
| 18   | Winston Salem Cycling Classic | 1.2  | Shelley Olds           | ALÉ-Cipollini               |
| 20   | Ronde van Gelderland          | 1.2  | Kirsten Wild           | Team Giant-Shimano          |
| 23   | Freccia Vallone               | CDM  | Pauline Ferrand-Prévot | Rabo-Liv Women Cycling Team |
| 25   | Gran Premio della Liberazione | 1.2  | annullato              | annullato                   |
| 26   | EPZ Omloop van Borsele        | 1.2  | Chloe Hosking          | Hitec Products              |
| 27   | Dwars door de Westhoek        | 1.1  | Anna van der Breggen   | Rabo-Liv Women Cycling Team |

### Maggio
| Data  | Prova                                  | Cat. | Vincitrice           | Squadra                     |
| ----- | -------------------------------------- | ---- | -------------------- | --------------------------- |
| 1-4   | Gracia-Orlová                          | 2.2  | Paulina Brzeźna      | TKK Pacific Toruń           |
| 2     | Ronde van Overijssel Women             | 1.1  | Lisa Brennauer       | Specialized-Lululemon       |
| 2-4   | Festival Luxembourgeois Elsy Jacobs    | 2.1  | Anna van der Breggen | Rabo-Liv Women Cycling Team |
| 7-11  | The Women's Tour                       | 2.1  | Marianne Vos         | Rabo-Liv Women Cycling Team |
| 8     | Campionati panamericani - Cronometro   | CC   | Evelyn Stevens       | Stati Uniti                 |
| 10    | Campionati panamericani - In linea     | CC   | Arlenis Sierra       | Cuba                        |
| 14-16 | Tour of Chongming Island               | 2.1  | Kirsten Wild         | Team Giant-Shimano          |
| 17    | Trofee Maarten Wynants                 | 1.2  | Maaike Polspoel      | Team Giant-Shimano          |
| 17    | Copa Federación Venezolana de Ciclismo | 1.2  | Angie González       | Venezuela                   |
| 18    | Tour of Chongming Island World Cup     | CDM  | Kirsten Wild         | Team Giant-Shimano          |
| 18    | Clásico FVCiclismo Corre por la VIDA   | 1.2  | Zuralmy Rivas        | Venezuela                   |
| 20    | Grand Prix of Maykop                   | 1.2  | Julija Il'inych      | Russia                      |
| 21-23 | Tour of Zhoushan Island                | 2.2  | Charlotte Becker     | Wiggle-Honda                |
| 22-25 | Tour of Adygeya                        | 2.2  | Natal'ja Bojarskaja  | Servetto-Footon             |
| 23-28 | Tour Languedoc Roussillon              | 2.2  | annullato            |                             |
| 28    | Campionati asiatici - Cronometro       | CC   | Na Ah-Reum           | Corea del Sud               |
| 30    | Boels Rental Hills Classic             | 1.1  | Emma Johansson       | Orica-AIS                   |
| 31    | 7-Dorpenomloop Aalburg                 | 1.2  | Marianne Vos         | Rabo-Liv Women Cycling Team |
| 31    | Campionati asiatici - In linea         | CC   | Hsiao Mei Yu         | Taipei cinese               |
| 31    | Grand Prix de Plumelec-Morbihan Dames  | 1.2  | Audrey Cordon-Ragot  | Hitec Products              |
| 31-1  | Auensteiner-Radsporttage               | 2.2  | Lisa Brennauer       | Specialized-Lululemon       |

### Giugno
| Data  | Prova                                 | Cat. | Vincitrice             | Squadra                            |
| ----- | ------------------------------------- | ---- | ---------------------- | ---------------------------------- |
| 1     | The Philadelphia Cycling Classic      | 1.1  | Evelyn Stevens         | Specialized-Lululemon              |
| 1     | Gooik-Geraardsbergen-Gooik            | 1.1  | Marianne Vos           | Rabo-Liv Women Cycling Team        |
| 6     | Chrono Gatineau                       | 1.1  | Tayler Wiles           | Specialized-Lululemon              |
| 6     | Nagrada Ljubljane TT                  | 1.2  | Martina Ritter         | BTC City Ljubljana                 |
| 7     | Grand Prix Cycliste de Gatineau       | 1.1  | Denise Ramsden         | Optum p/b Kelly Benefit Strategies |
| 10    | Durango-Durango Emakumeen Saria       | 1.2  | Marianne Vos           | Rabo-Liv Women Cycling Team        |
| 12-15 | Emakumeen Euskal Bira                 | 2.1  | Pauline Ferrand-Prévot | Rabo-Liv Women Cycling Team        |
| 15    | Frauen Grand Prix Gippingen           | 1.2  | Katarzyna Niewiadoma   | Rabo-Liv Women Cycling Team        |
| 15    | Diamond Tour                          | 1.2  | Jolien D'Hoore         | Lotto-Belisol Ladies               |
| 19-21 | Ster Zeeuwsche Eilanden               | 2.2  | annullato              |                                    |
| 21    | Giro del Trentino-Alto Adige/Südtirol | 1.1  | Valentina Scandolara   | Orica-AIS                          |
| 22    | Golan I                               | 1.2  | annullato              |                                    |
| 24    | Golan II                              | 1.2  | annullato              |                                    |
| 27    | Golan III                             | 1.2  | annullato              |                                    |

### Luglio
| Data  | Prova                                         | Cat. | Vincitrice           | Squadra                            |
| ----- | --------------------------------------------- | ---- | -------------------- | ---------------------------------- |
| 4-13  | Giro Rosa (2014)                              | 2.1  | Marianne Vos         | Rabo-Liv Women Cycling Team        |
| 6     | White Spot/Delta Road Race                    | 1.1  | Leah Kirchmann       | Optum p/b Kelly Benefit Strategies |
| 10    | Campionati europei - Cronometro Under-23      | CC   | Mieke Kröger         | Germania                           |
| 10-13 | Tour de Feminin-O cenu Českého Švýcarska      | 2.2  | Brianna Walle        | Optum p/b Kelly Benefit Strategies |
| 12    | Campionati europei - In linea Under-23        | CC   | Sabrina Stultiens    | Paesi Bassi                        |
| 14-20 | Internationale Thüringen Rundfahrt der Frauen | 2.1  | Evelyn Stevens       | Specialized-Lululemon              |
| 16-20 | Tour de Bretagne Féminin                      | 2.2  | Elisa Longo Borghini | Hitec Products                     |
| 19-20 | BeNe Ladies Tour                              | 2.2  | Emma Johansson       | Orica-AIS                          |
| 24-27 | Tour Féminin en Limousin                      | 2.2  | annullato            |                                    |
| 27    | La Course by Le Tour de France                | 1.1  | Marianne Vos         | Rabo-Liv Women Cycling Team        |

### Agosto
| Data  | Prova                         | Cat. | Vincitrice            | Squadra                        |
| ----- | ----------------------------- | ---- | --------------------- | ------------------------------ |
| 2     | Erondegemse Pijl (Erpe-Mere)  | 1.2  | Ann-Sophie Duyck      | Autoglas Wetteren Cycling Team |
| 3     | Sparkassen Giro               | CDM  | Marianne Vos          | Rabo-Liv Women Cycling Team    |
| 9-17  | La Route de France            | 2.1  | Claudia Häusler       | Team Giant-Shimano             |
| 15-17 | Ladies Tour of Norway         | 2.2  | Anna van der Breggen  | Rabo-Liv Women Cycling Team    |
| 22    | Open de Suède Vargarda TTT    | CDM  | Specialized-Lululemon | Specialized-Lululemon          |
| 23-27 | Trophée d'Or Féminin          | 2.2  | Elisa Longo Borghini  | Hitec Products                 |
| 24    | Open de Suède Vargarda        | CDM  | Chantal Blaak         | Specialized-Lululemon          |
| 31    | Grand Prix de Plouay-Bretagne | CDM  | Lucinda Brand         | Rabo-Liv Women Cycling Team    |

### Settembre
| Data  | Prova                                            | Cat. | Vincitrice             | Squadra                     |
| ----- | ------------------------------------------------ | ---- | ---------------------- | --------------------------- |
| 2-7   | Tour Cycliste Féminin International de l'Ardèche | 2.2  | Linda Villumsen        | Wiggle-Honda                |
| 2-7   | Boels Rental Ladies Tour                         | 2.1  | Evelyn Stevens         | Specialized-Lululemon       |
| 11-15 | Lotto Belisol Belgium Tour                       | 2.2  | Annemiek van Vleuten   | Rabo-Liv Women Cycling Team |
| 12-14 | Giro Toscana Int. Femminile - Memorial Fanini    | 2.2  | Shelley Olds           | ALÉ-Cipollini               |
| 14    | Chrono Champenois                                | 1.1  | Hanna Solovej          | Ucraina                     |
| 21    | Campionati del mondo - Cronometro a squadre      | CM   | Specialized-Lululemon  | Specialized-Lululemon       |
| 23    | Campionati del mondo - Cronometro                | CM   | Lisa Brennauer         | Germania                    |
| 27    | Campionati del mondo - In linea                  | CM   | Pauline Ferrand-Prévot | Francia                     |

### Ottobre
| Data | Prova                                       | Cat. | Vincitrice     | Squadra                      |
| ---- | ------------------------------------------- | ---- | -------------- | ---------------------------- |
| 11   | Giro dell'Emilia Internazionale Donne Elite | 1.2  | Rossella Ratto | Estado de México-Faren Kuota |
| 19   | Chrono des Nations                          | 1.1  | Hanna Solovej  | Ucraina                      |

### Novembre
| Data  | Prova                       | Cat. | Vincitrice | Squadra   |
| ----- | --------------------------- | ---- | ---------- | --------- |
| 7-9   | Giro Feminino de Ciclismo   | 2.2  | annullato  | annullato |
| 11    | GP Memorial Bruno Caloi     | 1.2  | annullato  | annullato |
| 14-16 | Volta Feminina da República | 2.2  | annullato  | annullato |

## Classifiche
Classifiche finali.
| Pos. | Corridore              | Squadra       | Punti  |
| ---- | ---------------------- | ------------- | ------ |
| 1    | Marianne Vos           | Rabo-Liv      | 1 363  |
| 2    | Emma Johansson         | Orica-AIS     | 1 315  |
| 3    | Lizzie Armitstead      | Boels         | 923,25 |
| 4    | Kirsten Wild           | Giant         | 877,25 |
| 5    | Lisa Brennauer         | Specialized   | 846    |
| 6    | Giorgia Bronzini       | Wiggle        | 845    |
| 7    | Anna van der Breggen   | Rabo-Liv      | 839    |
| 8    | Pauline Ferrand-Prévot | Rabo-Liv      | 815    |
| 9    | Shelley Olds           | ALÉ-Cipollini | 792    |
| 10   | Alena Amjaljusik       | Astana        | 632    |

| Pos. | Squadra                    | Punti    |
| ---- | -------------------------- | -------- |
| 1    | Rabo-Liv Women             | 3 422,75 |
| 2    | Specialized-Lululemon      | 2 230    |
| 3    | Boels-Dolmans Cycling Team | 2 102    |
| 4    | Orica-AIS                  | 1 925,5  |
| 5    | Team Giant-Shimano         | 1 914    |
| 6    | Hitec Products             | 1 396,5  |
| 7    | Wiggle-Honda               | 1 252    |
| 8    | ALÉ-Cipollini              | 1 176    |
| 9    | Astana-BePink Womens Team  | 1 152    |
| 10   | Estado de México-Faren     | 851      |

| Pos. | Nazione       | Punti    |
| ---- | ------------- | -------- |
| 1    | Paesi Bassi   | 4 073    |
| 2    | Italia        | 2 410    |
| 3    | Stati Uniti   | 1 132,25 |
| 4    | Germania      | 1 679,25 |
| 5    | Gran Bretagna | 1 436,25 |
| 6    | Svezia        | 1 408,5  |
| 7    | Francia       | 1 386    |
| 8    | Belgio        | 991      |
| 9    | Australia     | 899,75   |
| 10   | Russia        | 765      |